# Volmar Wikström
Volmar Wikström (Pargas, 27 dicembre 1889 – Helsinki, 10 giugno 1957) è stato un lottatore finlandese, specializzato nella lotta libera.

## Palmarès

### Olimpiadi
- Argento a Parigi 1924 nei pesi leggeri.